# Oedistoma
Oedistoma es un género de aves de la familia de los melanocarítidos (en latín: Melanocharitidae ).

## Lista de especies
Según la clasificación del Congreso Ornitológico Internacional (versión 2.5, 2010) este género está formado por 2 especies:
- Oedistoma iliolophus.
- Oedistoma pygmaeum.[2][3]